# Kościół Ewangelicko-Luterański Uzbekistanu
Kościół Ewangelicko-Luterański Uzbekistanu (ros. Евангелическо-Лютеранская Церковь Узбекистана, niem. Evangelisch-Lutherische Kirche in Usbekistan) – kościół luterański w Uzbekistanie, wchodzący w skład Unii Kościołów Ewangelicko-Luterańskich w Rosji i Innych Państwach. Należą do niego głównie członkowie niemieckiej mniejszości narodowej.

## Historia
Powstanie pierwszej zorganizowanej społeczności luterańskiej na terenie Turkiestanu sięga założonej 1877 parafii w Taszkencie. Duchownym zboru został pochodzący z Orenburga ksiądz Karl Fruauf. W latach 1892–1932 opiekował się nim ks. Justus Jurgensen, absolwent wydziału teologicznego Uniwersytetu Dorpackiego. W 1896 ukończono budowę miejscowego kościoła ewangelickiego. Kolejnym duszpasterzem zboru ks. Heinrich Berenz, który wcześniej pracował jako wykładowca w seminarium duchownym w Petersburgu. W 1937 parafia została zlikwidowana przez władze radzieckie, a jej duszpasterz wraz z żoną zostali zesłani do łagru, gdzie oboje zmarli. Budynek kościoła przeznaczono na cele świeckie.
Liczba ludności ewangelickiej jednak wzrosła, co spowodowane było przybyciem robotników oraz deportowanej ze względów politycznych ludności, przede wszystkim z republik bałtyckich. Wobec niemożności oficjalnego prowadzenia nabożeństw, wiara była praktykowana prywatnie. Pod koniec lat 80. XX wieku liczbę ewangelików niemieckiego pochodzenia na terenie Uzbeckiej SRR szacowano na 80 000 osób.
W ostatnich latach istnienia Związku Radzieckiego nastąpiło rozluźnienie polityki religijnej, wobec czego od 1990 rozpoczęto ponowne oficjalne prowadzenie nabożeństw w Taszkencie. Na mocy decyzji prezydenta Uzbekistanu, budynek dawnego kościoła został przekazany stowarzyszeniu niemieckiemu towarzystwu kulturalnemu Wiedergeburt, dzięki czemu przywrócono mu funkcje sakralne.
Od 1990 z terenu Uzbekistanu rozpoczęły się wyjazdy ludności pochodzenia niemieckiego. W ich efekcie w latach 1990-2010 parafia w Taszkencie pomniejszyła się o około 1000 wiernych, zanikły też zbory w Angrenie, Chirchiqu, czy Gʻazalkencie.
W listopadzie 1993 odbył się Synod założycielski Ewangelickiej Wspólnoty Uzbekistanu, będącej diecezją Kościoła Ewangelicko-Luterańskiego w Rosji i Innych Krajach. 19 października 1994 superintendentem diecezji uzbeckiej został wybrany ks. Kornelius Wiebe, a w 2000 objął on stanowisko biskupa niezależnego Kościoła Ewangelicko-Luterańskiego Uzbekistanu.
W związku z problemami finansowymi, brakiem możliwości kształcenia pracowników kościelnych oraz niemożnością obsługi duszpasterskiej i diakonijnej wiernych w oddalonych rejonach kraju, w kolejnych latach biskup zdecydował o zamknięciu niektórych parafii kościoła oraz po 2002 zaprzestał zwoływania synodów. W 2010 kościół liczył około 300 wiernych, z czego 200 w parafii w Taszkencie. Nabożeństwa prowadzone były w większości w języku niemieckim.
Biskup Kornelius Wiebe pełnił stanowisko do swojej śmierci w czerwcu 2015. W 2015 pozostały jedynie dwa zbory, w Taszkencie i Ferganie. W późniejszym czasie dzięki wsparciu Unii Kościołów Ewangelicko-Luterańskich w Rosji i Innych Państwach oraz świeckich kaznodziejów doszło do odnowienia kontaktów ze współwyznawcami z innych części kraju, a także pozyskano pomoc finansową. W 2016 liczbę ewangelików w Uzbekistanie szacowano na około 3000 osób.
W 27 listopada 2017 w sali głównej Rosyjskiego Teatru Dramatycznego w Taszkencie odbyła się ceremonia upamiętniająca pięćsetlecie Reformacji, w której udział wzięli przedstawiciele wszystkich denominacji protestanckich działających na terenie kraju. 22 stycznia 2018 w kościele rzymskokatolickim w Taszkencie miało miejsce ekumeniczne luterańsko-katolickie nabożeństwo.